# À la recherche de Garbo
Pour plus de détails, voir Fiche technique et Distribution.
À la recherche de Garbo (Garbo Talks) est un film américain réalisé par Sidney Lumet et sorti en 1984.

## Synopsis
Estelle est une femme énergique qui le jour se bat contre les injustices et les compromissions et le soir, rentrée chez elle, pleure en regardant pour la énième fois la mort de Marguerite Gautier, incarnée par Greta Garbo dans le film Le Roman de Marguerite Gautier de George Cukor. Elle est divorcée et a eu un fils, Gilbert, qui est marié et veille sur elle. Il est tout à l'opposé du caractère de sa mère. Dans la société où il est employé il est l'objet de brimades et il ne contrarie jamais ses supérieurs. Sa mère apprend qu'elle a une tumeur au cerveau et qu'il ne lui reste que quatre à six mois à vivre. Son souhait, avant de mourir, est de voir son idole Greta Garbo, la Divine. Elle demande à son fils de tout faire pour exaucer son vœu. Après de multiples péripéties il réussit à avoir un contact avec Garbo qui accepte de rendre visite à Estelle à l'hôpital. Gilbert laisse sa mère seule avec la Divine. Allongée sur son lit elle raconte sa vie à son idole. Les rencontres que Gilbert a eues lors de sa quête pour retrouver Garbo l'ont totalement transformé. Il donne sa démission dans des termes qui auraient fait la joie de sa défunte mère.

## Fiche technique
Sauf indication contraire, les informations mentionnées dans cette section peuvent être confirmées par la base de données cinématographiques IMDb,  présente dans la section « Liens externes ».
- Titre original : Garbo Talks
- Titre francophone : À la recherche de Garbo
- Réalisation : Sidney Lumet
- Scénario : Larry Grusin
- Musique : Cy Coleman
- Décors : Philip Rosenberg
- Costumes : Anna Hill Johnstone
- Photographie : Andrzej Bartkowiak
- Montage : Andrew Mondshein
- Production : Burtt Harris et Elliott Kastner

Productrice associée : Jennifer Ogden
- Sociétés de production : United Artists
- Sociétés de distribution : MGM/UA Entertainment Company (États-Unis)
- Budget : n/a
- Pays de production :  États-Unis
- Langue originale : anglais
- Format : couleur
- Genre : comédie dramatique
- Durée : 103 minutes
- Dates de sortie[1] :
  - États-Unis : 12 octobre 1984
  - France : 20 février 1985
- Classification[2] :
  - États-Unis : PG-13
- Affiche : Jouineau Bourduge (France)

## Distribution
- Ron Silver (VF : Dominique Collignon-Maurin) : Gilbert Rolfe
- Anne Bancroft : Estelle Rolfe
- Carrie Fisher (VF : Béatrice Delfe) : Lisa Rolfe
- Catherine Hicks : Jane Mortimer
- Steven Hill : Walter Rolfe
- Howard Da Silva : Angelo Dokakis
- Harvey Fierstein : Bernie Whitlock
- Richard B. Shull : Shepard Plotkin
- Dorothy Loudon : Sonya Apollinar
- Ed Crowley : M. Goldhammer
- Michael Lombard (en) : M. Morganelli
- Hermione Gingold : Elizabeth Rennick
- Alice Spivak : Claire Rolfe
- Mary McDonnell : Lady Capulet
- Mervyn Nelson : le vendeur dans la boutique d'objets cinématographiques
- Antonia Rey : Esmeralda
- George Plimpton : lui-même
- Michael Musto : lui-même
- Betty Comden : Greta Garbo (non créditée)

## Production
Le tournage a lieu à New York (studios Silvercup, ...) et ses environs (Fire Island).